# 基立心山
基立心山（希伯來語：הר גריזים）是巴勒斯坦城市纳布卢斯和《圣经》中记载的示剑外的一座山，该山海拔881米，是约旦河西岸地区最高的山峰之一。对大多数居住在附近的撒马利亚人来说，该山被认为是地球上最神圣的地方。公元前113年，大祭司和犹太人总督约翰·海卡努斯对撒玛利亚人发动进攻。虽然撒玛利亚人获得了安条克九世的帮助但仍被击败，基立心山的圣殿被海卡努斯毁灭。